# Бруни, Леонардо
Леона́рдо Бру́ни (итал. Leonardo Bruni из Ареццо, поэтому называл себя Аретинским — Aretino; 1370 или 1374, Ареццо — 8 марта 1444, Флоренция) — итальянский гуманист, писатель и историк эпохи Возрождения.

## Биография
Изучал во Флоренции и Равенне сначала юриспруденцию, а потом по совету грека Эмануила Хрисолора занялся во Флоренции изучением классической древности. Занимая с 1405 года должность папского секретаря, он сопровождал в 1415 году папу римского Иоанна XXIII на Констанцский собор. После низложения этого папы (антипапы), Бруни вернулся во Флоренцию, где принял участие в делах республики. Своим сочинением «Historiarum Florentinarum libri XII» (Страсбург, 1610), которое, по приказанию правительства республики, Донато Аччайоли перевёл на итальянский язык (Венеция, 1473), он заслужил право гражданства во Флоренции и впоследствии был государственным секретарём республики. Был близок к Колюччо Салютати.
После его смерти Флоренция и Ареццо соперничали за право почтить своего достойного гражданина устройством ему великолепных похорон и сооружением памятника. Заслуги Бруни по распространению и поощрению изучения греческой литературы состоят, главным образом, в его переводах Аристотеля, Демосфена, Плутарха и проч. Известная повесть «De amore Guiscardi et Sigismundae filiae Tancredi» была несколько раз напечатана и неоднократно переведена на итальянский и французский языки. Его сочинение «О правильном переводе» — одна из первых попыток создать теорию перевода.
Основа мировоззрения учёного — вера в безграничные творческие возможности человека и его извечное стремление к добру. Бруни также проповедовал идею всестороннего развития личности и осуждал аскетизм.
Похоронен в базилике Санта-Кроче во Флоренции. Его смерть, как отмечают, ознаменовала собою конец одной эпохи — и начало другой.

## Сочинения

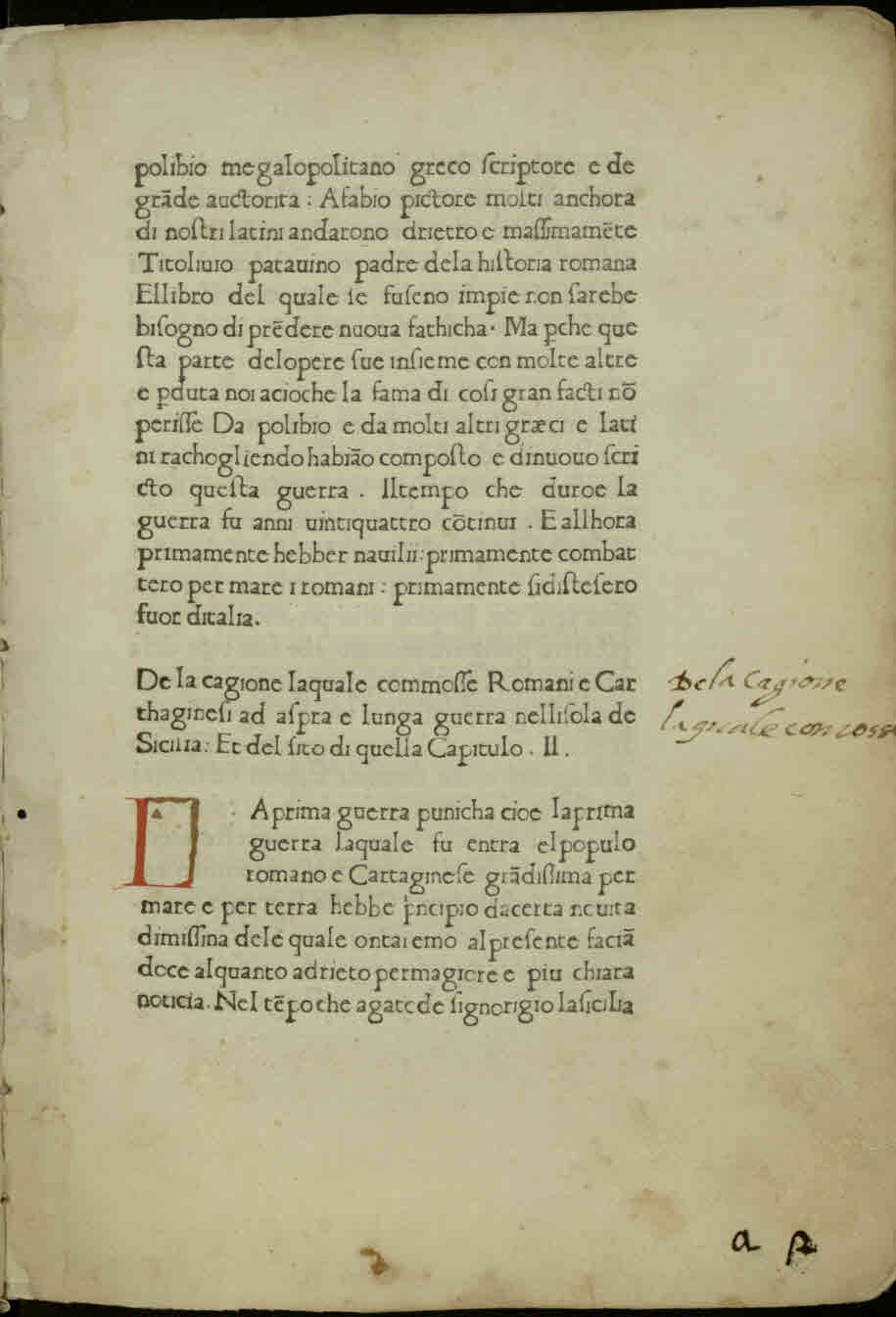
De primo bello punico, 1471

Из значительного числа остальных его сочинений, между которыми находится рассуждение на греческом языке о государственном устройстве Флоренции, в особенности заслуживают упоминания:
- «De bello italico adversus Gothos» (Венеция, 1471)
- «Historiae Florentini populi» (Венеция, 1476; переизд. в 1926 г. в Болонье)
- «Commentarius rerum suo tempore gestarum» (Венеция, 1476; Болонья, 1926)
- «De origine urbis Mantuae»
- «De Romae origine»
- «Epistolae familiares» (Венеция, 1472; Флоренция, 1741)
- «Humanistisch-philosophische Schriften» (Лейпциг, 1928)

Биографии Данте и Петрарки (Перуджия, 1671) он написал по-итальянски.